# شبكة برافيه
في الهندسة وعلم البلورات، شبكة تبلور برافيه (بالإنجليزية: Bravais lattice)‏ هي مجموعة نقاط منتظمة لا نهائية في الفراغ، يسهل وصفها عن طريق مسافات بينية متساوية أو إزاحات متماثلة في الطول وزاوية الإزاحة. يمكن وصف مجموعة النقاط المنتظمة بالعلاقة الآتية:
{\displaystyle \mathbf {R} =n_{1}\mathbf {a} _{1}+n_{2}\mathbf {a} _{2}+n_{3}\mathbf {a} _{3}}
حيث {\displaystyle n_{i}} عدد صحيح
و {\displaystyle \mathbf {a} _{i}} وحدة متجه في الاتجاه i.
وحدة متجه (يمين)، هي خطوة في اتجاه ما وليكن إلى اليمين. فإذا خطونا ثلاثة خطوات إلى اليمين، وصلنا إلة نقطة الشبكة الثالثة إلى اليمين.
وحدة متجه (أمام)، هي خطوة إلى الامام. فإذا خطونا سبعة خطوات إلى الأمام وصلنا إلى نقطة الشبكة السابعة في الأمام.
حتي الآن نستطيع وصف نقاط الشبكة في المستوي س، ص (أي يمين - يسار وأمام -خلف). ولوصف شبكة في الفراغ، لا بد من ادخال وحدة متجه (أعلى). وهذا هو مضمون المعادلة أعلاه، التي تصف توزيع نقاط الشبكة على المحاور الثلاثة: س، ص، ع.
قام العالم أوجوست برافيه عام 1850 بدراسة تلك الإزاحات المتساوية، وصاغ المعادلة أعلاه. وظهرت أهميتها من حيث دراسة البلورات، لأن البلورات الكبيرة العينية ماهي إلى تكرار لبلورات صغيرة لها نفس الشكل تسمي وحدة خلية.
في البلورة العينية كما في معادلة بارفيه، تبدو الشبكة متشابهة تماما عند نهاية كل متجه {\displaystyle \mathbf {Rj} }.

## تطبيق المعادلة على البلورات
تتكون البلورة من ذرة أو أكثر تكرر نفسها على نقاط الشبكة البلورية. ولذلك تبدو البلورة بنفس الشكل عند رؤيتها من أي نقطة على الشبكة.
ويختص شبكة برافيه بمجموعة أشكال متناظرة. وعند قيامه بدراستها توصل إلى وجود 14 نوع من تلك الشبكات الفراغية. وقد توصل إلى ذلك على أساس تغيير كل من وحدة المتجه: يمين، أمام، أعلى. (مثلا وحدة متجه يمين: خطوة حصان، ووحدة متجه أمام: خطوة خروف، ووحدة متجه أعلى: خطوة عنز). ذلك بالإضافة إلى أخذه زاوية الإزاحة في الاعتبار.

## شبكات برافيه الفراغية
تبين الجدول الآتي شبكات برافيه الأربعة عشر. وهي قائمة على 7 أنظمة لتلك الشبكات أو المحاور. وقد روعي ملء كل نقطة من نقاظ الشبكة بذرة واحدة. وأحيانا كما يوجد في طبيعة البلورات يمكن أن تشغل ذرة ثانية وسط الخلية Body centered أو أحد أوجه وحدة الخلية.
كيفية إشغال الخلية (بالذرات) كالآتي lattice centerings وينطبق ذلك على جميع الأنظمة أسفله:
- Primitive centering (P): الذرات تشغل الزوايا فقط،
- Body centered (I): ذرة ثانية تشغل وسط الخلية،
- Face centered (F): ثلاث ذرات إضافية يشغلون جميع أوجه الخلية، * C centering: ذرة إضافية تشغل قاعدة الخلية.

| The 7 lattice systems  | The 14 Bravais lattices | The 14 Bravais lattices    | The 14 Bravais lattices    | The 14 Bravais lattices    |
| نظام بلوري ثلاثي الميل | P                       |                            |                            |                            |
| نظام بلوري ثلاثي الميل | Triclinic               |                            |                            |                            |
| نظام بلوري أحادي الميل | P                       | C                          |                            |                            |
| نظام بلوري أحادي الميل | Monoclinic, simple      | Monoclinic, centered       |                            |                            |
| نظام بلوري معيني قائم  | P                       | C                          | I                          | F                          |
| نظام بلوري معيني قائم  | Orthohombic, simple     | Orthohombic, base-centered | Orthohombic, body-centered | Orthohombic, face-centered |
| نظام بلوري رباعي       | P                       | I                          |                            |                            |
| نظام بلوري رباعي       | Tetragonal, simple      | Tetragonal, body-centered  |                            |                            |
| نظام بلوري سداسي       | P                       |                            |                            |                            |
| نظام بلوري سداسي       | Rhombohedral            |                            |                            |                            |
| نظام بلوري سداسي       | P                       |                            |                            |                            |
| نظام بلوري سداسي       | Hexagonal               |                            |                            |                            |
| نظام بلوري مكعب        | P (pcc)                 | I (bcc)                    | F (fcc)                    |                            |
| نظام بلوري مكعب        | Cubic, simple           | Cubic, body-centered       | Cubic, face-centered       |                            |

يمكن حساب حجم وحدة الخلية للسبعة أنظمة من الشبكات بواسطة العلاقة:
{\displaystyle \mathbf {a} \cdot \mathbf {b} \times \mathbf {c} }
حيث:
{\displaystyle \mathbf {a} } و {\displaystyle \mathbf {b} } و {\displaystyle \mathbf {c} }
هي وحدات المتجه (مقاييس وحدة الخلية)،
وتعطي القائمة أسفله حجم كل من وحدات الخلايا، طبقا لشبكة تبلور برافيه:
| Lattice system         | Volume | Volume | Volume | Volume |
| نظام بلوري ثلاثي الميل | {\displaystyle abc{\sqrt {1-\cos ^{2}\alpha -\cos ^{2}\beta -\cos ^{2}\gamma +2\cos \alpha \cos \beta \cos \gamma }}} |        |        |        |
| نظام بلوري أحادي الميل | {\displaystyle abc~\sin \alpha }                                                                                      |        |        |        |
| نظام بلوري معيني قائم  | {\displaystyle abc}                                                                                                   |        |        |        |
| نظام بلوري رباعي       | {\displaystyle a^{2}c}                                                                                                |        |        |        |
| نظام بلوري ثلاثي       | {\displaystyle a^{3}{\sqrt {1-3\cos ^{2}\alpha +2\cos ^{3}\alpha }}}                                                  |        |        |        |
| نظام بلوري سداسي       | {\displaystyle {\frac {3{\sqrt {3\,}}\,a^{2}c}{2}}}                                                                   |        |        |        |
| نظام بلوري مكعب        | {\displaystyle a^{3}}                                                                                                 |        |        |        |

## طرق تعيين البناء البلوري
الدراسات التي تقوم بتعيين البناء البلوري للأملاح والمعادن تعتمد على طرق القياس الآتية:
- حيود الأشعة السينية
- حيود النيوترونات

كما يمكن تعيين البناء البلوري المغناطيسي بواسطة حيود النيوترونات.

## اقرأ أيضا
- وحدة خلية
- مؤشرات ميلر البلورية
- نظام بلوري مكعب
- نظام بلوري سداسي
- نظام بلوري
- علم البلورات
- بنية بلورية
- عيب فراغي